# Docosia gilvipes
Docosia gilvipes är en tvåvingeart som först beskrevs av Walker 1856.  Docosia gilvipes ingår i släktet Docosia och familjen svampmyggor. Arten är reproducerande i Sverige. Inga underarter finns listade i Catalogue of Life.